# Селенат бериллия
Селенат бериллия — неорганическое соединение, 
соль металла бериллия и селеновой кислоты с формулой BeSeO4,
бесцветные кристаллы,
образует кристаллогидраты.

## Получение
- Растворение гидроксида бериллия в растворе селеновой кислоты:

{\displaystyle {\mathsf {Be(OH)_{2}+H_{2}SeO_{4}\ {\xrightarrow {}}\ BeSeO_{4}+2H_{2}O}}}

## Физические свойства
Селенат бериллия образует бесцветные кристаллы.
Образует кристаллогидраты состава BeSeO4•4H2O и BeSeO4•2H2O.

## Химические свойства
- Кристаллогидрат теряет воду при нагревании:

{\displaystyle {\mathsf {BeSeO_{4}\cdot 4H_{2}O\ {\xrightarrow[{-2H_{2}O}]{100^{o}C}}\ BeSeO_{4}\cdot 2H_{2}O\ {\xrightarrow[{-2H_{2}O}]{300^{o}C}}\ BeSeO_{4}}}}
- Разлагается при нагревании до селенита бериллия:

{\displaystyle {\mathsf {2BeSeO_{4}\ {\xrightarrow {T}}\ 2BeSeO_{3}+O_{2}\uparrow }}}